# 红褐柃
红褐柃（学名：Eurya rubiginosa）为山茶科柃木属下的一个种。